# Priestia megaterium
Priestia megaterium ist ein Gram-positives, peritrich begeißeltes, stäbchenförmiges Bakterium. Mit einer Zellbreite von 2 µm und einer Zelllänge von 5 µm gilt es als „Riese“ unter den Eubakterien. Das Bakterium wächst unter aeroben Bedingungen, ist oxidase-negativ und Katalase-positiv. P. megaterium ist Endosporenbildner. Bakterienkolonien aus P. megaterium weisen auf Nährböden eine gelbliche Färbung auf. P. megaterium ist eine mögliche Alternative zu Escherichia coli für die industrielle Produktion rekombinanter Proteine.
Die Bakterienart wurde 1884 erstmals durch Anton de Bary als Bacillus megaterium beschrieben. Radhey S. Gupta und Ko-Autoren stellten die Art 2020 gemeinsam mit einigen weiteren, nahe verwandten Arten in die eigenständige Gattung Priestia.
1926 entdeckte und isolierte der französische Wissenschaftler Maurice Lemoigne aus Zellen von P. megaterium Polyhydroxybuttersäure (PHB).